# Pierre od Polignaca
Pierre od Polignaca, punim imenom Pierre Marie Xavier Raphaël Antoine Melchior de Polignac (Morbihan, Francuska, 24. listopada 1895. – Pariz, Francuska, 10. studenog 1964.), franucski grof iz aristokratske obitelji Polignac, koji se oženio s monegaškom prijestolonasljednicom Charlottom od Monaka, nakon čega je preuzeo njeno prezime Grimaldi i dobio naslov vojvode od Valentinoisa. Nakon smrti njegova punca, kneza Luja II. od Monaka, vlast nad kneževinom pripala je Pierrovom sinu Rainieru, koji je također nastavio koristiti prezime Grimaldi.

## Životopis
Rodio se kao četvrti i ujedno posljednji sin grofa Maxencea de Polignac (1857. – 1936.) i njegove supruge, meksičke plemkinje, Susane de la Torre y Mier (1858. – 1913.). Dana 19. ožujka 1920. godine, oženio se u Monaku s nezakonitom, ali naknadno usvojenom kćerkom monegaškog kneza Luja II. († 1949.), Charlottom od Monaka (1898. – 1977.), prilikom čega je preuzeo grb monegaške obitelji i promijenio svoje prezime u Grimaldi te mu je dodiljeljen naslov vojvode od Valentinoisa i naslov princa od Monaka. Brak nije bio sretan, zbog Pierrove homoseksualnosti i Charlottinih izvanbračnih afera, zbog čega su se naposljetku rastali 1930. godine. Imali su dvoje djece:
- princeza Antoinette, barunica od Massyja (1920. – 2011.)
- Rainier III., knez od Monaka (1923. – 2005.)

## Vanjske poveznice
- Grof Pierre de Polignac - predak današnjih knezova Monaka - 1895. - povijest.hr